# Опішнянське нафтогазоконденсатне родовище
Опішнянське нафтогазоконденсатне родовище — нафтогазоконденсатне родовище, що належить до Глинсько-Солохівського газонафтоносного району Східного нафтогазоносного регіону України.

## Опис
Розташоване в Полтавській області на відстані 36 км від м. Зіньків.
Знаходиться в центрі Дніпровсько-Донецької западини в межах Солохівсько-Диканського структурного валу.
Підняття виявлене в 1968 р. У відкладах нижнього карбону структура являє собою брахіантикліналь північно-західного простягання з соляним ядром, її розміри по ізогіпсі — 4400 м 7,8х4,0 м. Системою поздовжніх та поперечних скидів амплітудою 20-200 м структура розмежована на тектонічні блоки. Перший промисл. приплив газу і конденсату отримано з газових покладів верхнього візе з інт. 3695-3710 м у 1969 р.
Поклади пов'язані з пластовими, склепінчастими та літологічно обмеженими пастками.
Експлуатується з 1972 р. Режим покладів газовий та пружноводонапірний. Запаси початкові видобувні категорій А+В+С1: нафти — 480 тис. т; розчиненого газу — 19 млн. м³; газу — 42454 млн. м³; конденсату — 950 тис. т. Густина дегазованої нафти 872 кг/м³. Вміст сірки у нафті 0,067 мас.%.